# Christoph Spieß
Christoph Spieß (* 1558 in Altdorf; † 22. September 1610 in Ochsenhausen) war von 1593 bis 1605 der 13. Abt der Reichsabtei Ochsenhausen im heutigen Landkreis Biberach in Oberschwaben.

## Leben
Nach seinem Eintritt in die Benediktinerabtei Ochsenhausen legte Frater Christoph dort im Jahre 1575 seine Ordens-Profess ab und bekleidete bis zum Jahre 1593, in welchem er vom Konvent zum Abt gewählt wurde, nahezu alle Ämter des Klosters. Eines seiner Anliegen war die Gemeinschaft der Mönche auf die Grundregeln des Ordens auszurichten und die Disziplin innerhalb des Konvents zu stärken, das Streben der Mönche nach privatem Besitz einzudämmen.

### Ankäufe

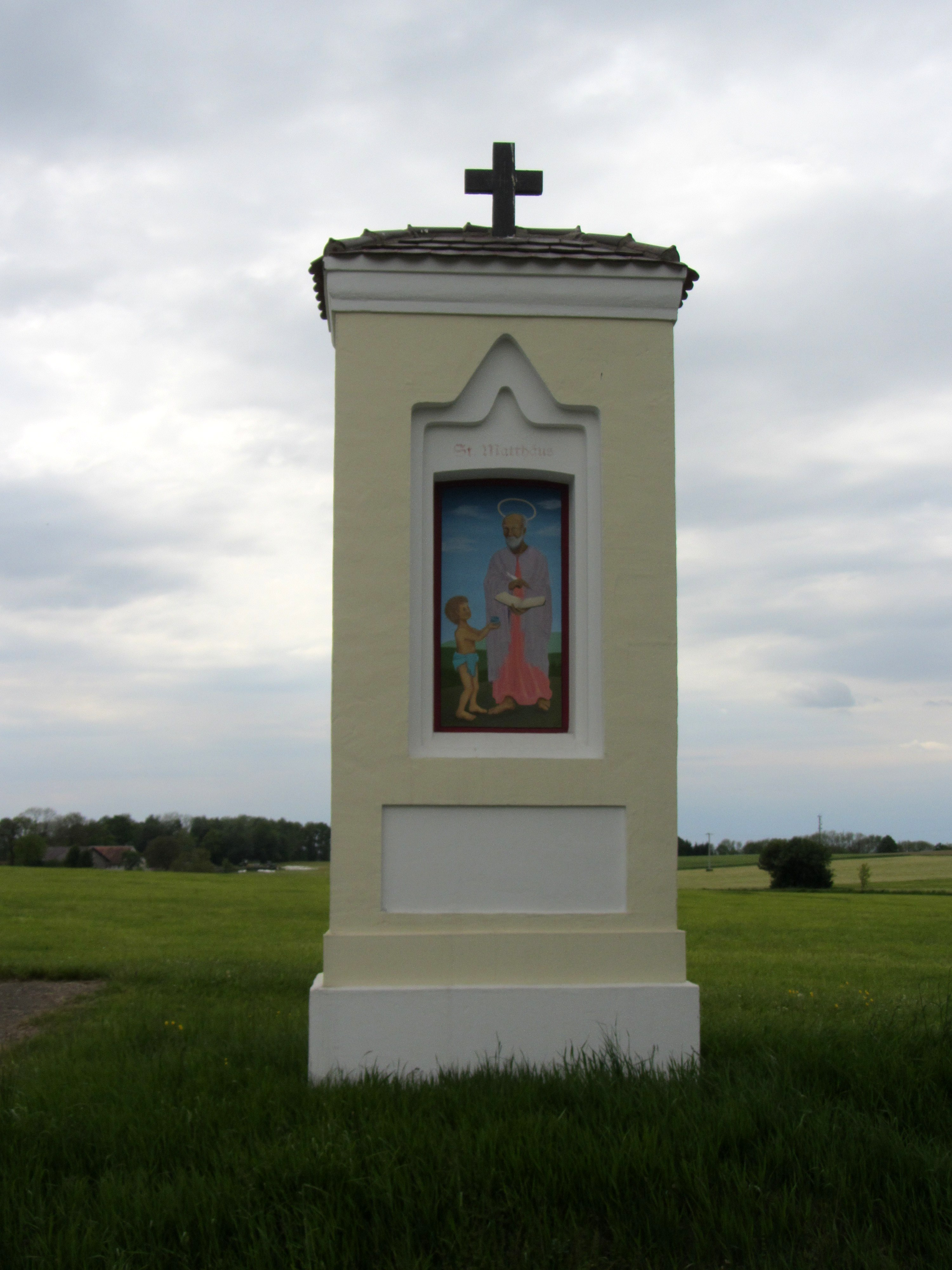
Bildstock in Bellamont

Ein Jahr nach seinem Amtsantritt 1594 erwarb das Kloster einen Teil des Zehnten von Achstetten für 5900 Gulden. Nur ein Jahr später 1595 erwarb er von Ludwig von Ratzenried die Ortschaft Bellamont mit einem baufälligen Schloss, Hofgut Löhlis und der niederen Gerichtsbarkeit für 25000 Gulden.
Dem klösterlichen Spital in Goldbach, einem Wohnplatz bei Ochsenhausen an der Straße nach Reinstetten, vermachte er einen eigenen Begräbnisplatz für die Toten. Auch die Kapelle des Spitals ließ er ausbessern und verschönern. An der Stelle, wo eine Schreinerei und Sennerei des Stifts stand, errichtete Abt Christoph ein weiteres Spital.

### Orgel, Rumpelfass und Marktrecht
Im Jahre 1603 veranlasste er den Aufbau einer Orgel, ausgeführt von einem Orgelbauer namens Daniel Schiene im hinteren Chor der Kirche. Im gleichen Jahr malte auch Adam Aichelin die Klosterkirche neu aus.
Im gleichen Jahr ließ er im Turm der Klosterkirche ein sogenanntes Rumpelfass aufstellen, um in den letzten Tagen der Karwoche das Zeichen zum Gottesdienst zu geben. Der christlichen Überlieferung zufolge schweigen nämlich von Karfreitag bis Ostern die Glocken, da sie alle nach Rom geflogen sind. Da die Kirchenglocken zumeist eine festliche Stimmung ausdrücken, ist deren Geläute in der Zeit des Todes Jesus nicht angebracht. Um dennoch den Bewohnern von Ochsenhausen an die Gottesdienstzeiten zu erinnern, liefen Kinder und Heranwachsende mit dem Ratschen oder Klappern zu den Gottesdienstzeiten im Ort herum. Mit der Installation des Rumpelfasses wurde die Tradition des Ratschenlaufens durch die Jugend des Ortes in der Karwoche beendet.
Im Jahre 1605 erhielt Ochsenhausen auf Initiative von Abt Christoph von Kaiser Rudolph II. das Marktrecht. Innerhalb des Klosterbezirks ließ Abt Christoph schon 1602 einen Michaelis-Garten anlegen und eine geschmackvolle Wohnung ausbauen, welche er nach seiner Resignation mit ansehnlichem Leibgeding entgegen seinen Grundsätzen bezog.
Am 20. September 1605, im Alter von 46 Jahren, resignierte Abt Christoph.